# مجموعة هائل سعيد أنعم
مجموعة هائل سعيد أنعم هي شركة تجارية وتكتل اقتصادي كبير لها فروع تعمل في الشرق الأوسط وشمال أفريقيا والقرن الأفريقي وأوروبا وجنوب شرق آسيا وبحسب دراسة أجريت بالعام 2007م وجد أن المجموعة تشكل المجموعة 35٪ من اقتصاد اليمن 
وتملكها وتديرها عائلة هائل سعيد أنعم التي يعتقد بأنها العائلة الأثرى في اليمن ويعتبر صاحبها من اثرياء الشرق الأوسط.[بحاجة لمصدر] نمت المجموعة حتى أصبحت تملك أكثر من 92 شركة في العديد من المناطق بما في ذلك المملكة العربية السعودية والمملكة المتحدة وماليزيا وإندونيسيا والإمارات العربية المتحدة والبحرين والأردن والعراق ومصر واليمن وجيبوتي والصومال وإثيوبيا والجزائر. وتصل الإيرادات الإجمالية بحوالي 10 مليارات دولار وأكثر، وتدار المجموعة من خلال عائلة مؤسس المجموعة، هائل سعيد أنعم.
تكبّدت الشركات الصناعية التابعة لمجموعة هائل سعيد أنعم وشركاه خسائر اقتصادية كبيرة منذ اندلاع الحرب في اليمن بداية العام 2015م؛ تجاوزت 500 مليون دولار؛ بسبب الأضرار التي لحقت بالبنية التحتية والمصانع وإغلاق الطرق الرئيسية بين المحافظات والحصار، وما نتج عنه من ارتفاع المخاطر المتعلقة ببيئة الإنتاج والاستثمار، إضافة إلى ارتفاع تكاليف التأمين والشحن إلى اليمن جراء تصنيفها منطقة خطرة، فضلاً عن صعوبة حصول الشركات الصناعية على المواد الخام والمستلزمات الوسيطة اللازمة للعملية الإنتاجية، والذي أدى إلى ارتفاع تكاليف الإنتاج والإستجابة الضعيفة لرغبات العملاء المتنوعة في الوقت المتفق عليه وبالجودة المطلوبة مما انعكس سلباً على ضعف مستوى الأسبقيات التنافسية بشكل عام.

## خلفية
تأسست المجموعة في عام 1938 من قبل رجل الأعمال هائل سعيد أنعم الذي يعتبر من أثرياء الشرق الأوسط، الذي ولد في عام 1902 في قرية قرض التابعة لمحافظة تعز اليمنية. وعرفت المجموعة ابتداء بشركة هائل سعيد أنعم وإخوانه المتخصصة في مجال الاستيراد والتصدير والتوكيلات العامة. من خلال عمل أنعم في عدن والصومال وفرنسا، اكتسب المعرفة على النظم الإدارية المختلفة والاتفاقيات التي تعمل في قطاعات التصنيع والتجارة.
تعمل مجموعة هائل سعيد أنعم اليوم تعمل كشركة قابضة في الصناعات بما في ذلك النفط والغاز والتعدين والعقارات، والأعمال المصرفية، والبناء، والتجارة المحلية والدولية والشحن والاستيراد/التصدير، وتجارة الجملة والتجزئة، الخدمات، بما في ذلك التأمين، والخدمات اللوجستية البحرية والدعم، الخدمات الفندقية، والتصنيع بدءا من الأسمنت والدقيق والسجائر والسكر ومنتجات الألبان والزيوت والسمن وزيت النخيل والمنظفات والصابون، والعصائر، والمنسوجات، والأطعمة المعلبة ومنتجات البلاستيك والإسفنج، والسلع المنزلية الأخرى، وأكياس البلاستيك، وأنابيب، والمنازل، والكرتون المموج.
الشركات التجارية الأخرى التي تعمل فيها مجموعة تشمل شركة ناتكو، شركة الشرق الأوسط للتجارة، شركة التسويق المتحدة، والسعيد للتجارة.
في عام 1997، أنشأت المجموعة واحدة من أكبر مطاحن الدقيق وصوامع الغلال في الشرق الأوسط باسم يمنكو للمطاحن والصوامع وتعمل في إنتاج وتسويق القمح والدقيق وغيرها من المنتجات المرتبطة. ثم في وقت لاحق في عام 2006، أسست المجموعة أول شركة قطاع خاص لصناعة الأسمنت تحت اسم الشركة القومية للأسمنت.
في عام 2001 أنشأت المجموعة شركة هود النفطية التي تعمل في ثلاث قطاعات نفطية 9، 34، 37. وفي عام 2007 دخلت الشركة قطاع المصافي وشكلت مشروع مشترك مع ريلاينس الهندية براسمال 450 مليون لبناء مصفاة لتكرير النفط في رأس عيسى. وفي عام 2006 كانت قد أسست مصنع للطلاء بعد أن أنشأت مشروع مشترك مع شركة جوتن للدهانات الصين لبناء مصنع الطلاء  بمساحة 17,000 متر مربع في عدن. وفي تلك السنة، أيضا، قادت مجموعة هائل سعيد ائتلافا استثماريا لبناء منشأة لتكرير السكر بقيمة 100 مليون دولار في الحديدة.
أطلقت الشركة اليمنية أول انشطة التصنيع لخارج الدول في عام 1987 إلى المملكة العربية السعودية تلتها عدة أنشطة صناعية  أخرى في ذلك العام في المملكة وبلدان أخرى مثل المملكة المتحدة وماليزيا واندونيسيا والإمارات العربية المتحدة ومصر. وبحلول منتصف العقد الأول من الألفية أنشأت المجموعة شركة صناعية لمصافي زيت النخيل في أندونيسيا وماليزيا. 
كما تمتلك المجموعة أسهما في مصانع أسمنت في مصر والجزائر، وأحد المساهمين في الأسهم الخاصة «سويكورب جوسور» الناشطة في مجالات البتروكيماويات وصناعات الطاقة والنفط والغاز والبنية التحتية. 

## مخطط زمني
مخطط زمني لتاريخ المجموعة منذ التأسيس وحتى الوقت الحاضر:
| السنة     | محطات الأعمال الرئيسة |
| --------- | --- |
| 1938      | تأسيس متجر للبيع بالتجزئة -هائل سعيد أنعم وإخوانه - عدن، اليمن                                                                                 |
| 1943      | التجارة بالجملة والاستيراد / التصدير والتمثيل العام للوكالات -هائل سعيد أنعم وإخوانه بتمويل كبير من رجل الاعمال الحاج محمد علي صالح جواس       |
| 1950      | التوسع نحو الجزء الشمالي من اليمن من خلال فتح فروع مختلفة الحديدة، المخا ثم تعز                                                                |
| 1952      | المجموعة تكسب أسمها التجاري تحت مسمى هائل سعيد أنعم وشركاه                                                                                     |
| 1962      | تأسيس شركة الشرق الأوسط للملاحة باعتبارها أول شركة ملاحة باليمن - الحديدة                                                                      |
| 1969      | تحول مركز النشاط إلى مدينة تعز |
| 1970      | تأسيس الشركة اليمنية للصناعة والتجارة -أول شركة صناعية بالمجموعة مملوكة للقطاع الخاص باليمن                                                    |
| 1974      | إطلاق أول شركة تجارية خارج اليمن فريمكس - دبي، الإمارات العربية المتحدة                                                                        |
| 1977      | الاستثمار في ما وراء البحار من خلال تأسيس أول أعمال تجارية وصناعية للمجموعة في أوروبا، لونجلف المحدودة - لندن                                  |
| 1970-1985 | تضاعف نسق تطور النشاط العام للمجموعة في مختلف القطاعات الصناعي، التجاري والخدمي على المستوى الوطني والدولي                                     |
| 1985      | توجه المجموعة نحو الاستثمار في النشاط الزراعي وتربية الماشية وإنشاء الشركة اليمنية للتنمية الزراعية والحيوانية - وادي سردود                    |
| 1987      | تأسيس الشركة الوطنية لصناعة البسكوت والحلويات بالشراكة مع رجال أعمال سعوديين - جدة                                                             |
| 1988      | تأسيس شركة باسيفيك انتر لينك للتجارة من ماليزيا والشرق الأقصى إلى الأسواق العالمية - كوالالمبور                                                |
| 1992      | تأسيس شركة آرما للصناعات الغذائية لصناعة زيوت الطعام والسمن - القاهرة                                                                          |
| 1996      | إنشاء مؤسسة السعيد للعلوم والثقافة - والإعلان عن تدشين جائزة هائل سعيد أنعم للعلوم والآداب السنوية تعزيزاً لدور النشاط الاجتماعي للمجموعة - تعز |
| 1999      | تأسيس شركة بي تي باسيفيك بلمندو اند دستري واحده من أكبر الشركات في تكرير زيت النخيل في شمال سومطرة - إندونيسيا                                 |
| 2003      | تأسيس الشركة الوطنية للإسمنت المسيمير- لحج |
| 2006      | تأسيس شركة مد ستار المنطقة الحرة دبي متخصصة بالتجارة بالسلع الزراعية - الإمارات العربية المتحدة                                                |
| 1996-2006 | تأسيس استثمارات استراتيجية في مطاحن الدقيق والإسمنت الجاهز ومشاريع البنية التحتية في اليمن                                                     |
| 2013      | بدء التشغيل الفعلي لأول مصنع لتكرير السكر باليمن - الشركة اليمنية لتكرير السكر- الحديدة                                                        |
| 2015      | تأسيس شركة جولن أفريكا كينيا لصناعة زيوت الطعام والسمن - نيروبي                                                                                |

## شركات المجموعة
لمجموعة هائل سعيد أنعم وشركاه تواجد في العديد من البلدان، هذا التواجد يغطي مجالات استثمارات مختلفة ما بين تجاري وصناعي وخدمي، وتهدف المجموعة إلى مواصلة نموها العالمي، ضمن إستراتيجية استثمار واضحة وشاملة لمختلف القطاعات، بحيث تقدم لعملائها منتجات وخدمات وعلامات تجارية متميزة، تعزز من وجودها، وتفتح لها فرصا جديدة في الأسواق العالمية، حيث إن نمو الأعمال في المجموعة يتمثل في إنشاء شركات جديدة، وتوسيع وتطوير نطاق أعمال الشركات القائمة، ومنذ تأسيس المجموعة، تم أخذ ذلك بعين الاعتبار من قبل المؤسسين.

### الشركات التجارية[11]
| م  | الدولة   | الشركة                                 | المدينة          | م  | الدولة   | الشركة                                         | المدينة     |
| -- | -------- | -------------------------------------- | ---------------- | -- | -------- | ---------------------------------------------- | ----------- |
| 1  | اليمن    | هائل سعيد انعم وشركاه - القسم التجارية | تعز              | 2  | اليمن    | شركة الشرق الأوسط للتجارة - متكو               | تعز         |
| 3  | سنغافورة | مدستار سنغافورة                        | شنتون            | 4  | ماليزيا  | شركة باسيفيك أنترلينك                          | كوالا لمبور |
| 5  | اليمن    | ناتكو الرازي (للتجارة والتوكيلات)      | صنعاء            | 6  | اليمن    | الشركة الوطنية للتجارة المحدودة - ناتكو        | صنعاء       |
| 7  | بريطانيا | شركة لونغلف                            | برينس ألبرت هاوس | 8  | اليمن    | مجمع عدن السياحي التجاري                       | عدن         |
| 9  | اليمن    | شركة ماس للإنتاج الفني والإعلاني       | تعز              | 10 | اليمن    | شركة السعيد للتجارة                            | تعز         |
| 11 | الإمارات | مدستار م م ح                           | جبل علي          | 12 | الإمارات | شركة أينيرجي أستون دي أم سي سي                 | دبي         |
| 13 | الإمارات | نيوستار العالمية                       | دبي              | 14 | السعودية | الشركة المتحدة للأعلاف                         | جدة         |
| 15 | السعودية | الشركة المتحدة للمستودعات المحدودة     | جدة              | 16 | السعودية | شركة عمر قاسم العيسائي وشركاه للتسويق المحدودة | جدة         |
| 17 | اليمن    | شركة وديان للتجارة                     | عدن              | 18 | الإمارات | فريمكس للاستثمار (ش.ذ.م.م)                     | دبي         |
| 19 | الإمارات | شركة فريمكس الخليج (ذ.م.م.)            | دبي              |    |          |                                                |             |

### الشركات الصناعية[15]
| م  | الدولة    | الشركة                                            | المدينة     | م  | الدولة    | الشركة                                                       | المدينة |
| -- | --------- | ------------------------------------------------- | ----------- | -- | --------- | ------------------------------------------------------------ | ------- |
| 1  | اليمن     | الشركة اليمنية للصناعة والتجارة                   | تعز         | 2  | اليمن     | الشركة الوطنية لصناعة الإسفنج والبلاستك                      | تعز     |
| 3  | ماليزيا   | شركة باسيفيك لصناعة الزيوت والدهن                 | كوالا لمبور | 4  | بريطانيا  | شركة سيباك                                                   | دايرني  |
| 5  | اليمن     | الشركة اليمنية لصناعة السمن والصابون              | تعز         | 6  | اليمن     | شركة أروى لصناعة المياه المعدنية                             | صنعاء   |
| 7  | السعودية  | الشركة الوطنية لصناعة البسكويت والحلويات المحدودة | جدة         | 8  | السعودية  | الشركة الوطنية للصناعات الغذائية المحدودة                    | جدة     |
| 9  | اليمن     | شركة الصناعات المتنوعة ومواد التعبئة              | تعز         | 10 | اليمن     | شركة مصانع العربية السعيدة                                   | تعز     |
| 11 | اليمن     | الشركة اليمنية لصناعة مواد التعبئة والتغليف       | تعز         | 12 | اليمن     | الشركة اليمنية لصناعة الزيوت                                 | تعز     |
| 13 | اليمن     | شركة العلم الصناعية                               | عدن         | 14 | اليمن     | شركة الجزيرة للموارد البحرية                                 | الحديدة |
| 15 | اليمن     | شركة السعيد لتصنيع الخرسانه والمقاولات المحدودة   | صنعاء       | 16 | اليمن     | الشركة اليمنية للمطاحن وصوامع الغلال - الحديدة               | الحديدة |
| 17 | اليمن     | الشركة الوطنية للإسمنت                            | لحج         | 18 | اليمن     | الشركة اليمنية للتحلية المحدودة                              | تعز     |
| 19 | اليمن     | الشركة اليمنية لتكرير السكر- الحديدة              | الحديدة     | 20 | اليمن     | الشركة الوطنية لصناعات الكرتون                               | تعز     |
| 21 | السعودية  | الشركة المتحدة لصناعات الكرتون المحدودة           | جدة         | 22 | السعودية  | شركة التوفيق للصناعات البلاستيكية والأكياس المنسوجة المحدودة | جدة     |
| 23 | مصر       | شركة آرما الدولية                                 | القاهرة     | 24 | مصر       | شركة هاي باك لحلول التغليف                                   | القاهرة |
| 25 | اندونيسيا | شركة بي تي أوليتشيم لصناعة الصابون                | مابار       | 26 | اندونيسيا | شركة بي تي باسيفيك بالميندو أنداستري                         | مابار   |
| 27 | اندونيسيا | شركة بي تي باسيفيك ميدان أنداستري                 | مابار       | 28 | اندونيسيا | شركة بي تي باسيفيك أندوبالم أنداستريز                        | مابار   |

### الشركات الخدمية[16]
| م  | الدولة                  | الشركة                                     | المدينة        | م  | الدولة            | الشركة                                                            | المدينة     |
| -- | ----------------------- | ------------------------------------------ | -------------- | -- | ----------------- | ----------------------------------------------------------------- | ----------- |
| 1  | اليمن                   | الشركة المتحدة للتأمين                     | صنعاء          | 2  | اليمن             | شركة الشرق الأوسط للملاحة                                         | الحديدة     |
| 3  | اليمن                   | فندق السعيد                                | تعز            | 4  | اليمن             | شركة خليج عدن البحرية المحدودة                                    | عدن         |
| 5  | اليمن                   | الشركة اليمنية للتنمية الزراعية والحيوانية | الحديدة        | 6  | اليمن             | معهد السعيد العالي للهندسة والعلوم الإدارية                       | تعز         |
| 7  | اليمن                   | مؤسسة السعيد للعلوم والثقافة               | تعز            | 8  | اليمن             | مستشفى اليمن الدولي                                               | تعز         |
| 9  | اليمن                   | جامعة السعيد                               | تعز            | 10 | اليمن             | شركة الأوائل للتنمية العقارية                                     | عدن         |
| 11 | اليمن                   | الشركة المتحدة للنقل المحدودة              | تعز            | 12 | اليمن             | شركة أرتكس التجارية المحدودة                                      | صنعاءعدنتعز |
| 13 | اليمن                   | المؤسسة الخيرية لهائل سعيد أنعم وشركاه     | تعز            | 14 | بريطانيا الإمارات | إنوفيتيف إفيشينت سوليوشونز (Innovative Efficient Solutions – IES) | دبي         |
| 15 | السعودية الإمارات الهند | تكنوفال لأنظمة المعلومات                   | جدةدبيحيدراباد |    |                   |                                                                   |             |

## وصلات خارجية
- الموقع الرسمي للمجموعة